# 刈谷町 (愛知県)
刈谷町（かりやちょう）は、かつて愛知県碧海郡に存在した町。現在の刈谷市の中央部に相当する。

## 地理

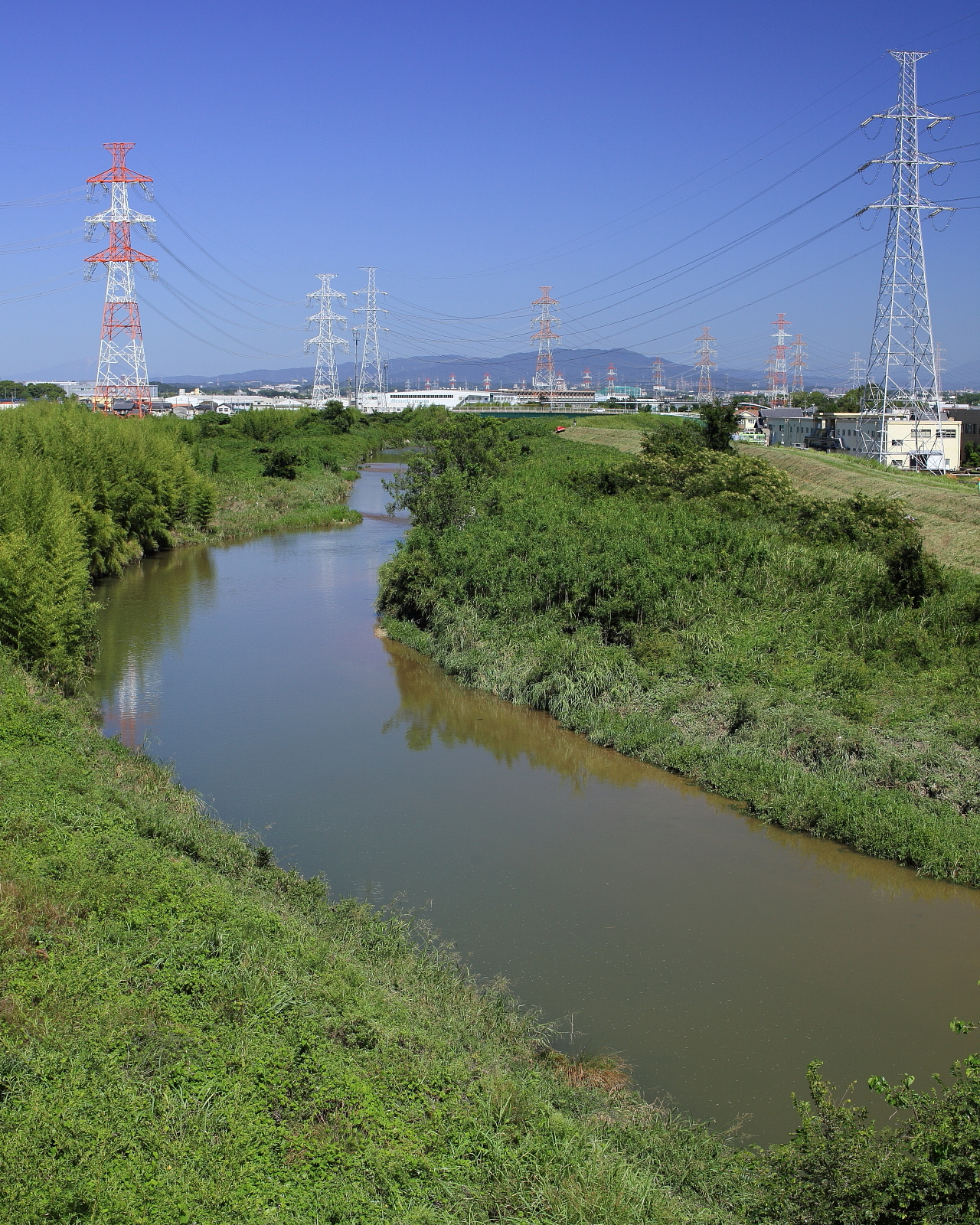
境川

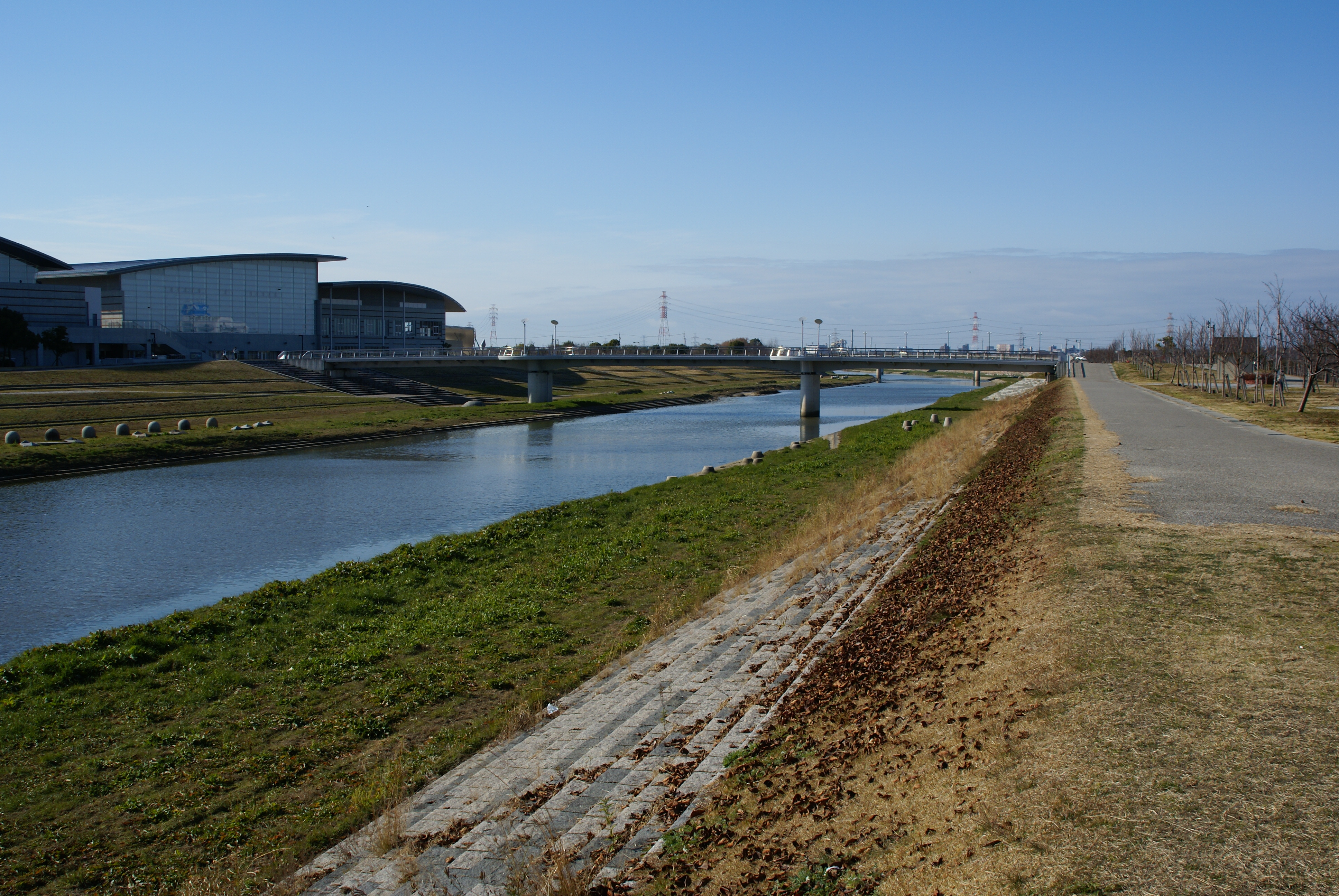
逢妻川

北は碧海郡富士松村に、東は知立町や安城町に、南は依佐美村に、西は境川を経て知多郡に接していた。名古屋市と岡崎市のほぼ中央にあった。岡崎平野に位置しており、最低標高は2.8メートル、最高標高は10.2メートルと平坦だった。
総面積は12.8平方キロメートルであり、内訳は田が50%、宅地が22.4%、畑が12.6%、官有地が9.2%、無租地が2%、原野が1%、山林が1%などだった。

### 地形
河川
- 境川
- 逢妻川
- 猿渡川
- 下り松川

海域
- 衣浦湾

### 大字
- 刈谷
- 元刈谷
- 熊
- 高津波
- 小山
- 重原

### 人口
- 1891年（明治24年） - 2,671人
- 1907年（明治40年） - 7,895人（現住人口調査）
- 1910年（明治43年） - 8,391人（現住人口調査）
- 1920年（大正9年） - 8,816人（第1回国勢調査）
- 1930年（昭和5年） - 15,396人（第3回国勢調査）
- 1940年（昭和15年） - 22,678人（第5回国勢調査）
- 1950年（昭和25年） - 30,900人（市制施行時）

## 歴史

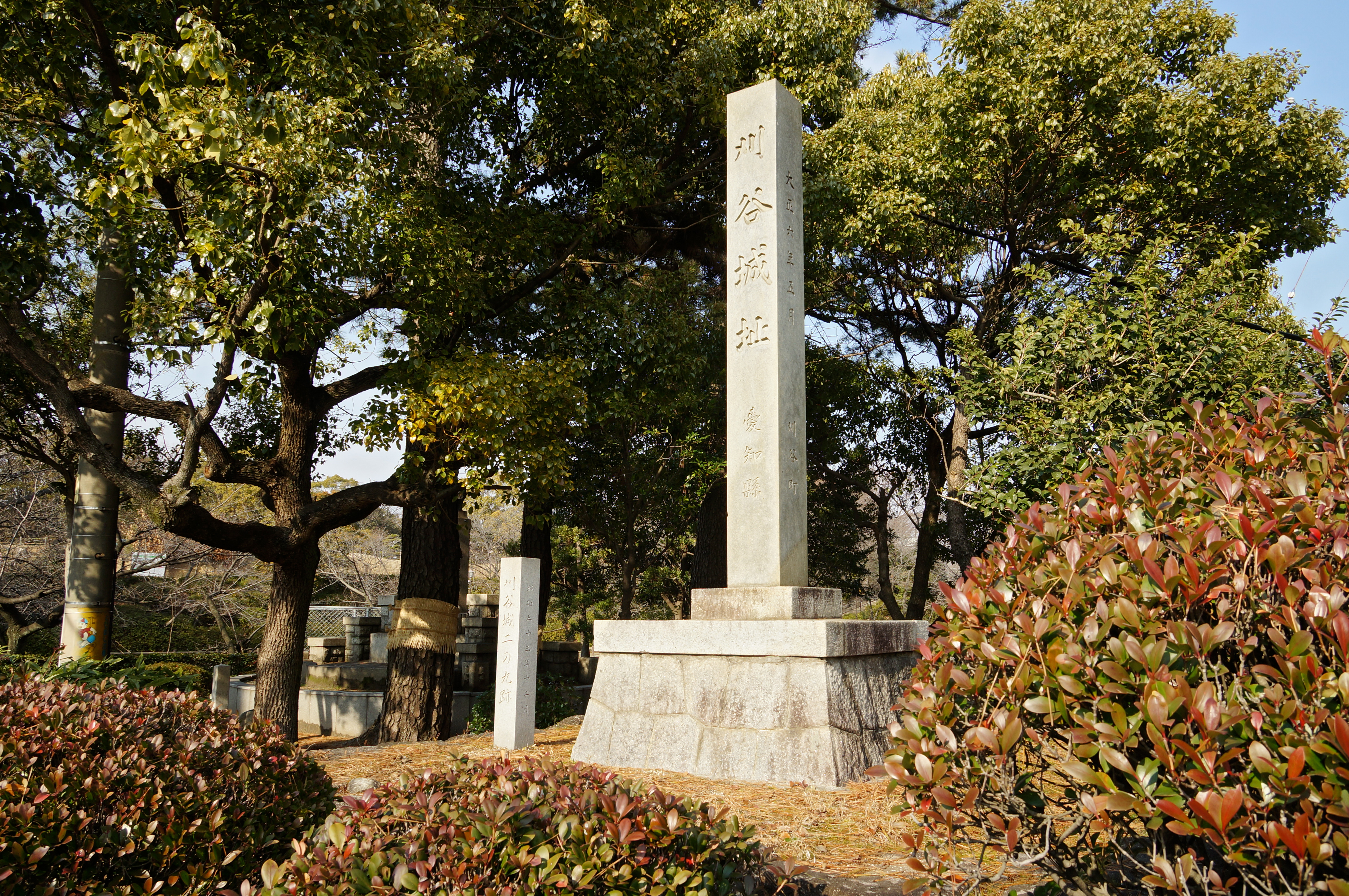
刈谷城址

### 年表
- 江戸時代には刈谷城の城下町として発展。
- 1888年（明治21年）8月 - 官営鉄道（現・JR東海道本線）刈谷駅が開業。
- 1889年（明治22年）10月1日 - 町村制の施行により、刈谷村の区域をもって碧海郡刈谷町が発足。
- 1892年（明治25年） - 刈谷郵便局が電信業務を開始。
- 1906年（明治39年）5月1日 - 碧海郡刈谷町、逢妻村、小山村、重原村、元刈谷村が合併し、改めて刈谷町が発足。大字刈谷、元刈谷、熊、高津波、小山、重原を設置。
- 1914年（大正3年） - 三河鉄道が開業。
- 1915年（大正4年）11月23日 - 刈谷町立刈谷図書館（現・刈谷市中央図書館）が創立。
- 1919年（大正8年） - 旧制刈谷中学校（現・愛知県立刈谷高等学校）が開校
- 1921年（大正10年） - 旧制刈谷高等女学校（現・愛知県立刈谷北高等学校）が開校。
- 1950年（昭和25年）4月1日 - 刈谷町が市制施行して刈谷市が発足。
- 1955年（昭和30年）4月1日 - 刈谷市が碧海郡依佐美村の大部分と富士松村を編入。

## 行政

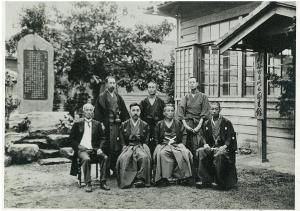
刈谷町立刈谷図書館開館時の記念写真（前列右端が岡本廣太郎、その左が藤井清七、後列左端が井野直治）

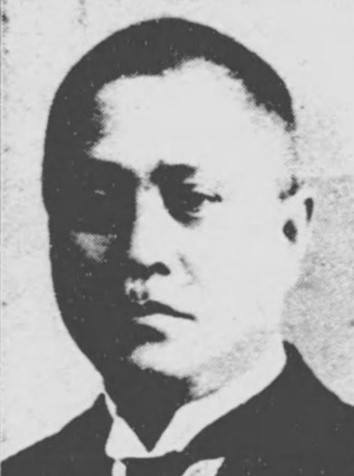
大野一造

### 歴代町長
- 1906年～1908年 加藤新右衛門
- 1908年～1911年 正木通平
- 1911年～1915年 谷沢紋治郎
- 1915年～1919年 岡本廣太郎
- 1919年～1921年 藤井清七
- 1921年～1923年 岡本廣太郎
- 1923年～1928年 加藤達平
- 1928年～1926年 井野直治
- 1936年～1946年 大野一造
- 1946年～1947年 竹中七郎
- 1947年～1948年 石原平一郎
- 1948年～1950年 岡本謹平

## 経済
刈谷町に本社を置いていた企業
- 豊田自動織機製作所
- 刈谷車体株式会社
- 民成紡績株式会社
- 刈谷工機株式会社
- 愛知工業株式会社
- 日本電装株式会社

刈谷町に工場を置いていた企業
- 愛知製鋼株式会社
- 東海炉材株式会社
- 日本陶管株式会社
- 東亜合成化学工業株式会社

金融機関
- 東海銀行刈谷支店
- 帝国銀行名古屋支店刈谷詰所

農業協同組合
- 刈谷農業協同組合
- 元刈谷農業協同組合
- 熊農業協同組合
- 小山農業協同組合
- 高津波農業協同組合
- 重原農業協同組合

## 教育

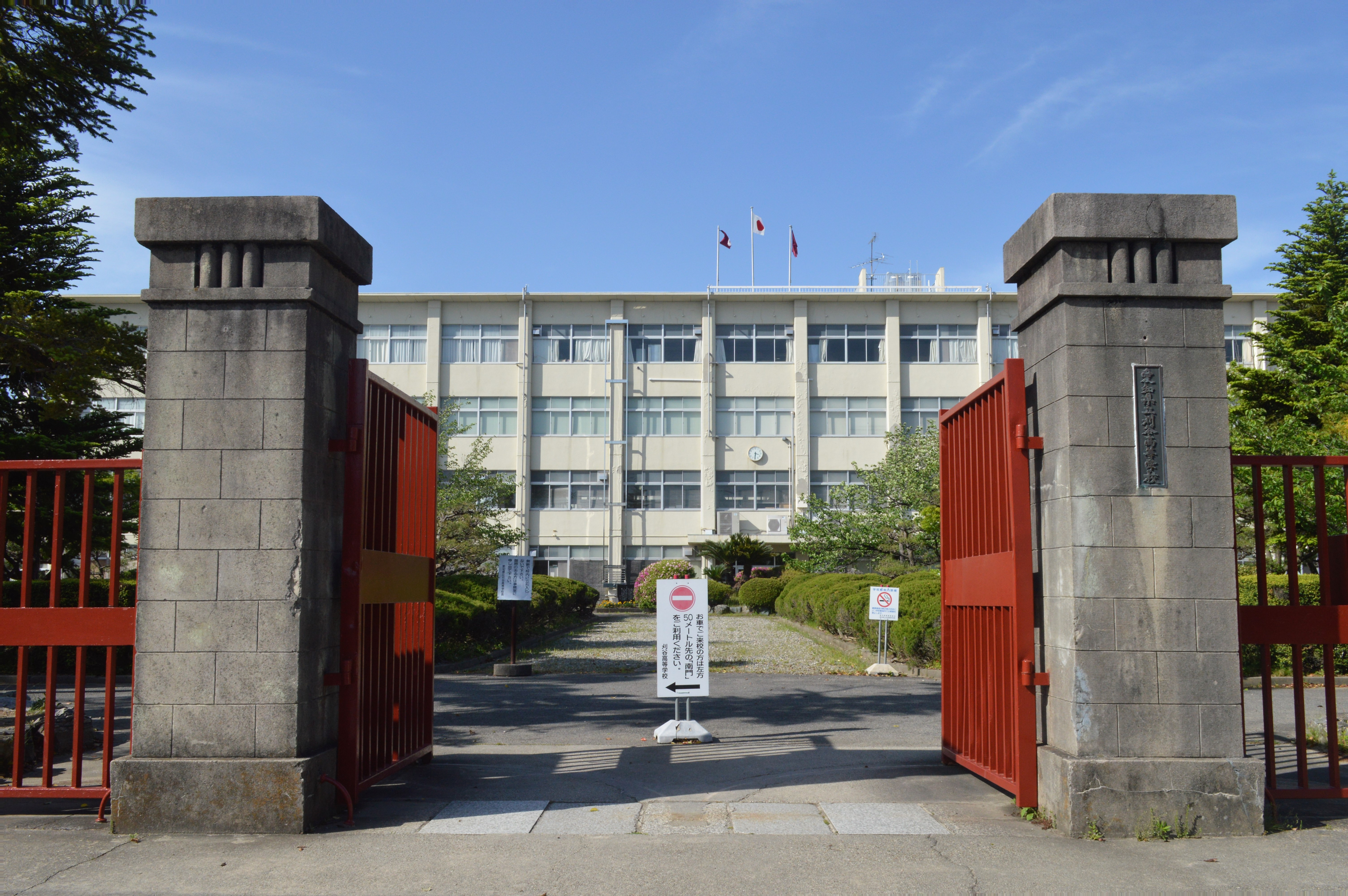
愛知県立刈谷高等学校南校舎

### 小学校
- 刈谷町立亀城小学校
- 刈谷町立小高原小学校
- 刈谷町立衣浦小学校

### 中学校
- 刈谷町立刈谷南中学校
- 刈谷町立刈谷東中学校

### 高等学校
- 愛知県立刈谷高等学校南校舎
- 愛知県立刈谷高等学校北校舎

## 交通

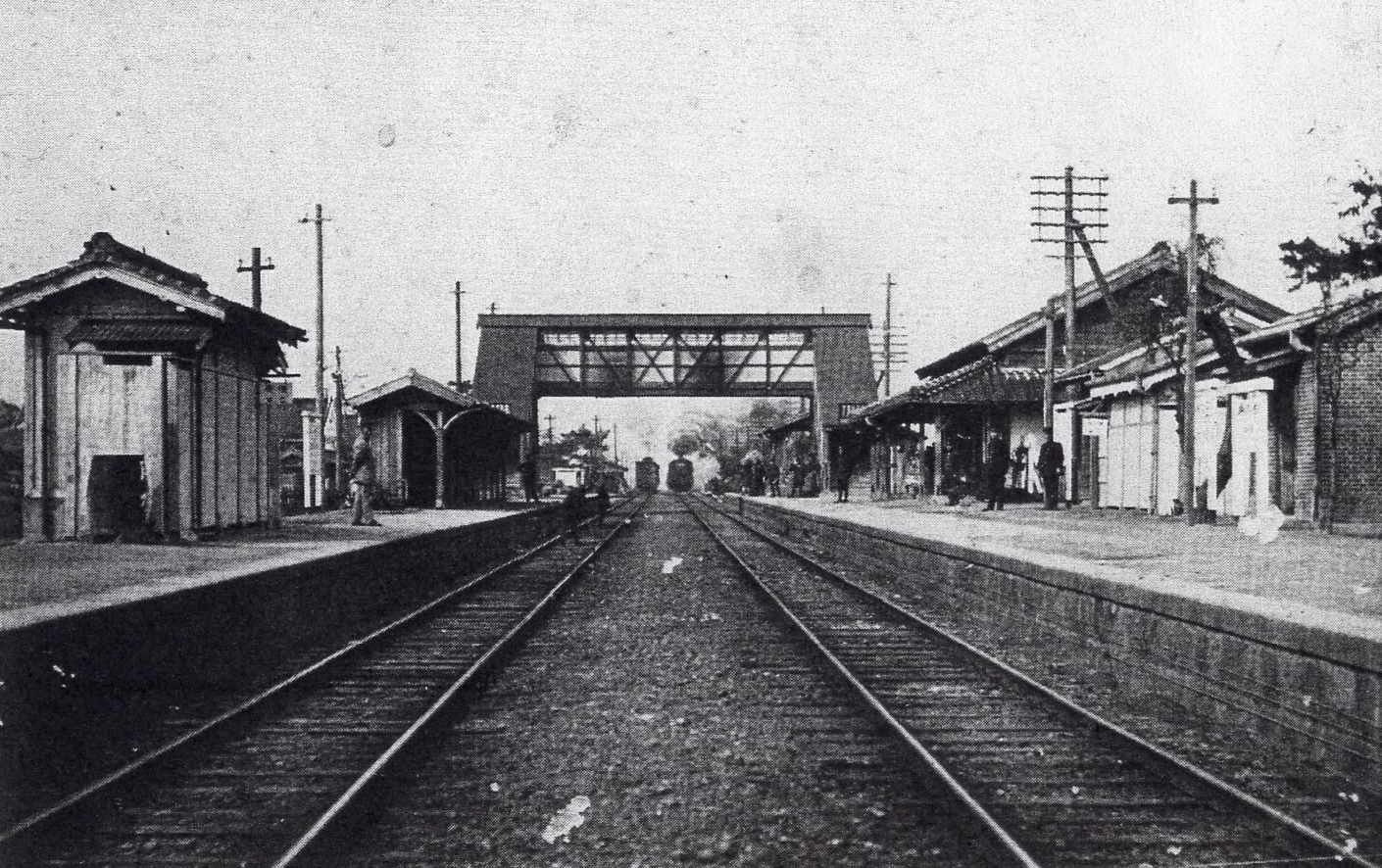
刈谷駅（1921年頃）

### 鉄道
- 国鉄東海道本線
  - 刈谷駅
- 名鉄三河線
  - 刈谷駅 - 刈谷町駅

## 施設
郵便局
- 刈谷郵便局 - 大字刈谷字八丁南裏16-1
- 本町郵便局 - 大字刈谷字本町16
- 桜町郵便局 - 大字刈谷3-5

公民館
- 刈谷市中央公民館 - 大字刈谷字末町53
- 元刈谷公民館 - 大字元刈谷字西中屋敷37-1
- 重原公民館 - 大字重原字西屋敷77
- 高津波公民館 - 大字高津波字ガケハタ101
- 熊公民館 - 大字熊字北屋敷25
- 小山公民館 - 大字小山字寺屋敷19
- 新町公民館 - 大字刈谷字北西15-5

図書館
- 刈谷市立図書館 - 大字刈谷緒川町北52

報道機関
- 中部日本新聞社刈谷通信局
- 朝日新聞社刈谷通信部
- 毎日新聞社刈谷通信部
- 東海新聞社刈谷支局
- 刈谷朝日新聞社
- 三河新聞社